# دارنيل بينغ
دارنيل بينغ (بالإنجليزية: Darnell Bing)‏ هو لاعب كرة قدم أمريكية أمريكي، ولد في 10 سبتمبر 1984 في لونغ بيتش في الولايات المتحدة.

## وصلات خارجية
- دارنيل بينغ على موقع مرجع كرة القدم المحترفة.كوم (الإنجليزية)